# Leptosomatum gracile
Leptosomatum gracile is een rondwormensoort uit de familie van de Leptosomatidae. De wetenschappelijke naam van de soort is voor het eerst geldig gepubliceerd in 1865 door Bastian.